# Marcha de los cien mil

Carteles de los protestantes que acudieron a la marcha.

La Marcha de los cien mil fue una manifestación de protesta popular contra la dictadura militar en Brasil, que ocurrió el 26 de junio de 1968 en Río de Janeiro, organizado por el movimiento estudiantil y con la participación de artistas, intelectuales y otros sectores de la sociedad brasileña.

## Historia
Las detenciones arbitrarias eran las marcas de la acción del gobierno militar, por las crecientes protestas de los estudiantes contra la dictadura que se había instalado en el país en 1964. La represión policial llegó a máxima representación a finales de marzo de 1968, con la invasión del restaurante universitario "Calabouço", donde estudiantes protestaron contra el aumento del precio de las comidas. Durante la invasión, el comandante de las tropas de la PM, Aloisio Raposo, mató al estudiante Edson Luis Souto Lima, de 17 años, de un disparo en el pecho.
El hecho, que conmocionó a todo el país, sirvió para inflamar las pasiones. El día del entierro del estudiante, el enfrentamiento con la policía ocurrido en varias zonas de Río de Janeiro. En los días siguientes, las protestas tuvo lugar en el centro de la ciudad, todas reprimidas con violencia, que culminó en la misa de la Candelaria (2 de abril) cuando soldados a caballo arremetieron contra estudiantes, sacerdotes, periodistas y público en general.
A principios de junio de 1968, el movimiento estudiantil comenzó a organizar en un número creciente de manifestaciones públicas. El día 18, una marcha, que concluyó en el Palacio de la Cultura, dio como resultado la detención del dirigente estudiantil, Jean Marc van der Weid. Al día siguiente, el movimiento se reunió en la UFRJ (Universidad Federal de Río de Janeiro) para organizar protestas y exigir la liberación de Jean y otros estudiantes detenidos. Pero el resultado fue la detención de 300 estudiantes al final de la asamblea.
Tres días después, una manifestación estudiantil frente a la embajada de los Estados Unidos, generó un conflicto que terminó con 28 muertos, cientos de heridos, miles de presos y 15 coches de policía quemado. Ese día se conoció como el "Viernes sangriento". Teniendo en cuenta el impacto negativo del episodio, los militares terminaron permitiendo una manifestación de estudiantes, prevista para el 26 de junio. Según el general Luis de Francia, 10 mil policías estaban listos para tomar medidas, si fuese necesario.

## La marcha
Temprano en la mañana, los participantes de la marcha ya está tomando las calles del barrio Cinelândia, en el centro de Río de Janeiro. La marcha comenzó a las 14 hs, con cerca de 50 mil personas. Una hora más tarde, ese número se había duplicado.

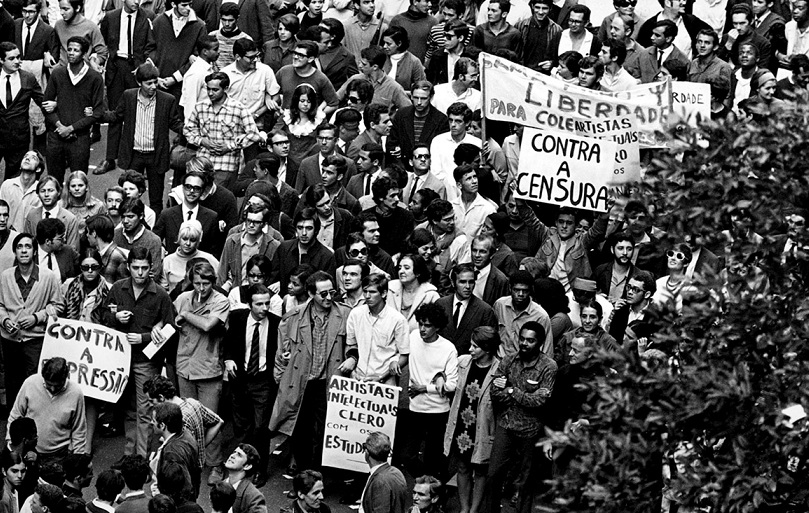

Además de los estudiantes, también de artistas, intelectuales, políticos y otros sectores de la sociedad civil brasileña participaron en la marcha, por lo que es una de las manifestaciones populares más grandes y más importantes de la historia republicana de Brasil.
Al pasar por delante de la iglesia de la Candelaria, la marcha se detuvo a su va a oír la diatriba del dirigente estudiantil, Vladimir Pereira, quien recordó la muerte de Edson Luís y exigieron el fin de la dictadura militar.
Liderado por una tira enorme con las palabras "Abajo la dictadura. Pueblo en el poder," la marcha duró tres horas y finalizó frente a la Legislatura, sin entrar en conflicto con el aparato policial fuerte que acompañaba la manifestación popular a través de su viaje.